# Chris Kunitz
Christopher „Chris” Kunitz (ur. 26 września 1979 w Regina) – kanadyjski hokeista, reprezentant Kanady, olimpijczyk.

## Kariera
- Yorkton Mallers (1996–1997)
- Melville Millionaires (1997–1999)
- Ferris State University (1999–2003)
- Anaheim Ducks (2003–2004, 2005–2009)
  -  Cincinnati Mighty Ducks (2003–2005)
  -  Atlanta Thrashers (2005)
  -  Portland Pirates (2005)
- Pittsburgh Penguins (2009-2017)
- Tampa Bay Lightning (2017-2018)
- Chicago Blackhawks (2018-)

Jako junior nie występował w rozgrywkach CHL. Przez cztery sezony grał w drużynie akademickiej uczelni Ferris State University. Nie był draftowany. W lidze NHL występuje od 2003. Przez pięć sezonów grał w klubie Anaheim Ducks. Od początku 2009 gracz Pittsburgh Penguins. W październiku 2011 przedłużył kontrakt z klubem o dwa lata. Od lipca 2017 zawodnik Tampa Bay Lightning. Od lipca 2018 zawodnik Chicago Blackhawks.
Uczestniczył w turniejach mistrzostw świata w 2008 oraz zimowych igrzysk olimpijskich 2014.

## Sukcesy
Reprezentacyjne
- Srebrny medal mistrzostw świata: 2008
- Złoty medal zimowych igrzysk olimpijskich: 2014

Klubowe
- Mistrzostwo dywizji NHL: 2007 z Anaheim Ducks, 2013 z Pittsburgh Penguins
- Mistrzostwo konferencji NHL: 2009 z Pittsburgh Penguins
- Clarence S. Campbell Bowl: 2007 z Anaheim Ducks
- Prince of Wales Trophy: 2009 z Pittsburgh Penguins
- Puchar Stanleya: 2007 z Anaheim Ducks, 2009, 2016, 2017 z Pittsburgh Penguins

Indywidualne
- Sezon NCAA (CCHA) 2001/2002:
  - Pierwszy skład gwiazd
- Sezon NCAA (CCHA) 2002/2003:
  - Pierwszy skład gwiazd
  - Pierwszy skład gwiazd Amerykanów Zachodu
  - Najlepszy zawodnik sezonu
- Sezon NHL (2012/2013):
  - Drugie miejsce w klasyfikacji +/- w sezonie zasadniczym: +30
  - Pierwszy skład gwiazd[4]